# Années de pèlerinage
Années de pèlerinage (nghĩa: Những năm hành hương) (S.160, S.161, S.163) là tổ khúc piano gồm ba phần sáng tác bởi Franz Liszt. Phần lớn tổ khúc sử dụng những nguyên liệu từ tác phẩm trước đó của ông là Album d'un voyageur phát hành năm 1842. Années de pèlerinage được xem là kiệt tác và kết tinh tài hoa âm nhạc của Liszt. Trong ba phần, phần ba là ví dụ tiêu biểu cho phong cách về sau của ông: thiên ít hơn về kỹ thuật và nghiêng về thử nghiệm sự hoà hợp. 

## Tựa đề
Tựa đề Années de pèlerinage nhắc đến tựa cuốn tiểu thuyết nổi tiếng của Goethe, Wilhelm Meister học việc và phần sau của nó Những năm hành hương của Wilhelm Meister. 

## Cảm hứng
Liszt đặt tác phẩm nằm trong dòng chảy văn học lãng mạn lúc bấy giờ, mở đầu bằng một đoạn văn từ các tác giả như Schiller, Byron hay Senancour cùng với phần giới thiệu toàn bộ tổ khúc:
"Sau khi đã đi đến nhiều quốc gia, trải nghiệm vô vàn những cảnh sắc và nơi chốn được thần thánh hoá trong lịch sử và thi ca; tôi cảm tưởng sự kỳ thú nơi thiên nhiên không trôi tuột qua mắt tôi như những hình thù vô nghĩa và ngược lại, khơi những cảm xúc từ đáy sâu trong tâm hồn tôi; giữa chúng tôi đã hình thành một mối quan hệ dẫu mơ hồ nhưng tức thời, khó định nghĩa nhưng là niềm phấn chấn tột bậc, một mối dây liên lạc không thể giải thích nhưng cũng không thể chối bỏ được. Và vì thế, tôi đã cố gắng lột tả bằng âm nhạc một số trong vô vàn những cảm xúc mãnh liệt và sống động nhất trong tôi."

## Nội dung

### Năm đầu tiên: Thuỵ Sĩ
"Première année: Suisse" (nghĩa: "Năm đầu tiên: Thuỵ Sĩ") (S.160) được xuất bản năm 1855 và được sáng tác trong khoảng từ 1848 đến 1854. Phần lớn các bản nhạc nhỏ trong phần này được viết lại từ phần 1 "Ấn tượng và Thi ca" của Album d'un voyageur. Bản số 2 và số 4 ít có sự thay đổi so với ban đầu, nhưng bản số 1, 6 và đặc biệt số 9 được viết lại nhiều hơn cả. Bản số 7 được xuất bản riêng và số 5 thì xuất hiện trong phiên bản chính thức của tổ khúc.
1. Thánh đường ở Guillaume Tell (Chapelle de Guillaume Tell)
Liszt sử dụng khẩu hiệu "Tất cả vì một - một vì tất cả" của Schiller để mô tả lại cuộc đấu tranh giành độc lập của đất nước Thuỵ Sĩ.
2. Ở hồ Wallenstadt (Au lac de Wallenstadt)
Phần chú thích của nhạc sĩ lấy từ trường ca Chuyến hành hương của Childe Harold ("Childe Harold's Pilgrimage") của nhà thơ Byron: "Thy contrasted lake / With the wild world I dwell in is a thing / Which warns me, with its stillness, to forsake / Earth's troubled waters for a purer spring."
3. Pastorale (Pastorale)
Được sáng tác dựa trên một bài ca chăn bò hát ở vùng núi Thuỵ Sĩ.
4. Bên con suối (Au bord d'une source)
Đoạn nhạc nổi tiếng nhất trong "Năm đầu tiên". Dòng chú thích của Liszt lấy từ Schiller: "In the whispering coolness begins young nature’s play." (Trong cái mát như thì thầm, cuộc vui của thiên nhiên tươi trẻ bắt đầu.)
5. Cơn bão (Orage)
Dòng chú thích phần này Liszt lại lấy từ Chuyến hành hương của Childe Harold: "But where of ye, O tempests! is the goal? / Are ye like those within the human breast? / Or do ye find, at length, like eagles, some high nest?"
6. Thung lũng của Obermann (Vallée d'Obermann)
Lấy ý tưởng từ cuốn tiểu thuyết lấy bối cảnh Thuỵ Sĩ Obermann của tác giả Senancour. Nhân vật chính của tiểu thuyết bị choáng ngợp và chao đảo trước thiên nhiên nhưng sau đó chỉ trải qua cảm giác chán chường và thèm thuồng, cuối cùng kết luận rằng chỉ có cảm xúc con người mới là thật mà thôi. Phần chú thích của Liszt gồm một đoạn từ Childe Harold và hai đoạn từ Obermann.
7. Eclogue
Bài ca chăn dê ở Thuỵ Sĩ. Không xuất hiện trong ''Album d'un voyageur và được cho là được sáng tác năm 1836.
8. Hoài hương (Le mal du pays)
Được xuất bản với lời tựa trích dẫn từ Obermann. Bằng âm nhạc, Liszt đã tái hiện tâm sự "Nơi duy nhất mà tôi chết chỉ có thể là núi Alps" và những ghi chép của người bạn đến từ Paris về nỗi nhớ nhà của Obermann.
9. Tiếng chuông Geneva: Nocturne (Les cloches de Genève: Nocturne)
Lời chú thích Liszt lại dẫn từ Childe Harold: "I live not in myself, but I become / Portion of that around me"

### Năm thứ hai: Ý
"Deuxième année: Italie" (nghĩa: "Năm thứ hai: Ý") (S.161) được sáng tác trong khoảng từ 1837 đến 1849 và được xuất bản năm 1858 bởi nhà Schott. Bản số 4 đến 6 được viết lại từ Tre sonetti del Petrarca ("Ba bài sonnet của Petrarca", 1846). Nội dung "Năm thứ hai" kể lại ấn tượng của tác giả khi tiếp xúc nền nghệ thuật của nước Ý khi ông du lịch đến đây cùng Marie d'Agoult. 
1. Hôn lễ (Sposalizio)
Miêu tả bức tranh Hôn lễ của Đức mẹ của Raffaello. Khúc cuối của "Hôn lễ" là niềm cảm hứng để Debussy viết nên Arabesque.
2. Người suy tư (Il penseroso) 
Ấn tượng trước bức tượng "Người suy tư" của Michelangelo.
3. Canzonetta của Salvator Rosa (Canzonetta del Salvator Rosa)
Bài thơ Vado ben spesso cangiando loco được tác giả cho là của Salvador Rosa, một họa sĩ và nhà thơ người Ý, thực chất lại là của Giovanni Bononcini.
4. Sonnet thứ 47 của Petrarch (Sonetto 47 del Petrarca)
5. Sonnet thứ 104 của Petrarch (Sonetto 104 del Petrarca)
6. Sonnet thứ 123 của Petrarch (Sonetto 123 del Petrarca)
7. Sau khi đọc Dante: khúc fantasia phong cách sonata (Après une lecture de Dante: Fantasia Quasi Sonata)

#### Venezia và Napoli
"Venezia e Napoli" (nghĩa: "Venezia và Napoli") được sáng tác năm 1859, một phần chỉnh sửa lại đoạn nhạc cùng tên được tác giả soạn ra khoảng năm 1840. "Venice và Napoli" gồm ba bản nhạc nhỏ, được xuất bản năm 1861 để thêm vào phần "Năm thứ hai: Ý" này. 
1. Gondoliera
Dựa trên bài hát La biondina in gonsoletta của Giovanni Battista Peruchini.
2. Canzone
Dựa trên bài Nessun maggior dolore ("Từ giờ sẽ không còn nỗi đau khổ"), trích từ vở kịch Otello của Rossini.
3. Tarantella
Tarantella là vũ khúc của vùng Napoli, Ý. Phần này được Liszt sáng tác dựa trên những giai điệu của Guillaume-Louis Cottrau (1797–1847).

### Năm thứ ba
"Troisième année" (nghĩa: "Năm thứ ba") (S.163) được xuất bản năm 1883. Bản 1 - 4 và 7 được sáng tác năm 1877; bản số 5 năm 1872 và số 6 năm 1867. 
1. Angelus! Lời cầu nguyện cho những thiên thần hộ vệ (Angélus! Prière aux anges gardiens)
Đoạn này được Liszt viết cho hai nhạc cụ melodeon hay piano, để dành tặng cho Daniela von Bülow, cháu ngoại của Liszt, con gái của Hans von Bülow với Cosima Liszt, và là vợ của nhà hội họa sử học Henry Thode.
2. Gửi những cây bách ở Villa d'Este I: Khúc ai ca (Aux cyprès de la Villa d'Este I: Thrénodie)
Villa d'Este là một trang viên nằm ở Tipoli, gần Roma, nổi tiếng với những cây bách và vòi nước tuyệt đẹp.
3. Gửi những cây bách ở Villa d'Este II: Khúc ai ca (Aux cyprès de la Villa d'Este II: Thrénodie)
4. Gửi những cây bách ở Villa d'Este III: Khúc ai ca (Aux cyprès de la Villa d'Este III: Thrénodie)
5. Những vòi nước ở Villa d'Este (Les jeux d'eaux à la Villa d'Este)
Trên bản nhạc, Liszt viết dòng chữ "Sed aqua quam ego dabo ei, fiet in eo fons aquae salientis in vitam aeternam" từ Phúc Âm Gioan.
6. Có dòng lệ cho vạn vật / Theo điệu Hungary (Sunt lacrymae rerum/En mode hongrois)
Dành tặng cho Hans von Bülow.
7. Hành khúc để tang, tưởng nhớ Hoàng đế Maximilian của Mexico (Marche funèbre, En mémoire de Maximilian I, Empereur du Mexique)
8. Nâng cao trái tim (Sursum corda)